# ألفريد روزنبيرغ
ألفرد إيرنست روزنبرغ (بالألمانية: Alfred Ernst Rosenberg) وهو منظر سياسي للحزب النازي ولد في يوم 12 يناير 1893 في مدينة تالين في محافظة إستونيا في روسيا القيصرية وقد تعرف على أدولف هتلر عن طريق ديتريخ إيكهارت وقد وضع عدة مصطلحات في الحكومة النازية، وأسس عدة مذاهب أيدولوجية نازية منها نظرية إستمرار البشرية وإضطهاد اليهود وليبنسراوم وكان من أشد منتقدي معاهدة فرساي والفن المنحط (الفن الحديث)، كما عُرُف برفضة للمسيحية، وقد لعب دورا مهم في إنشاء المسيحية الإيجابية، بعد سقوط ألمانيا النازية تم اعتقاله وحوكم في محكمة نورنبيرغ وحكم عليه بالإعدام بالشنق حتى الموت لإتهامه بجرائم حرب وجرائم ضد الإنسانية وأعدم في يوم 16 أكتوبر 1946.

## روابط خارجية
- ألفريد روزنبيرغ على موقع IMDb (الإنجليزية)
- ألفريد روزنبيرغ على موقع الموسوعة البريطانية (الإنجليزية)
- ألفريد روزنبيرغ على موقع مونزينجر (الألمانية)
- ألفريد روزنبيرغ على موقع إن إن دي بي (الإنجليزية)